# 광주광명초등학교
광주광명초등학교는 대한민국 경기도 광주시 신현동 문형산길에 있는 공립 초등학교로, 아직 일제 시대였던 1936년 4월 1일, 신촌 학술 강습소로 첫 개교하였다. 약60여년 동안 교명이 두번 개칭되다가 1996년 이후부터 광주광명초등학교로 개칭하여 현재에 이르고 있으며, 또한 이 학교는 2018년 9월 이후부터 혁신학교로 선정되었다.

## 학교 연혁
- 1936. 04. 01. : 신촌 학술 강습소 개교
- 1946. 12. 11. : 오포국민학교 신현분교장으로 승격
- 1961. 04. 03. : 광명국민학교로 승격
- 1995. 12. 01. : 광주광명초등학교로 교명 개칭
- 2018. 09. 01. : 경기도 교육청 제2기 혁신학교 지정

## 참고 자료
- 광주광명초등학교 - 한국교육학술정보원 학교알리미